# Linda Smith (Psychologin)
Linda B. Smith (geb. vor 1973) ist eine US-amerikanische Kognitionswissenschaftlerin und Psychologin und Hochschullehrerin an der Indiana University.
Linda Smith studierte an der University of Wisconsin-Madison mit dem Bachelor-Abschluss 1973 und wurde 1977 an der University of Pennsylvania promoviert. 1977 wurde sie Assistant Professor, 1981 Associate Professor und 1985 Professor an der Indiana University, wo sie seit 1997 Chancellor’s Professor und seit 2007 Distinguished Professor ist. 1997 erhielt sie den Tracy M. Sonneborn Award ihrer Universität (die höchste Auszeichnung der Universität für ihre Fakultätsmitglieder). 2005 bis 2012 stand sie der Abteilung für Psychologie und Neurowissenschaft vor (Psychological and Brain Science).
Sie befasst sich mit frühkindlicher kognitiver und sprachlicher Entwicklung und veröffentlichte mit Esther Thelen einen auf der Theorie Dynamischer Systeme beruhenden Zugang dazu. 1988 veröffentlichte sie mit Kollegen einen Aufsatz, in der sie die Tendenz von Kleinkindern aufdeckte, Wörter auf Basis der Form der Objekte einzuordnen.
2013 erhielt sie den David-E.-Rumelhart-Preis. Sie ist im Rat der Cognitive Science Society, deren Fellow sie seit 2008 ist. 2007 wurde sie Fellow der American Academy of Arts and Sciences und 2006 der American Psychological Society, 2019 Mitglied der National Academy of Sciences.

## Schriften (Auswahl)
- mit Barbara Landau, Susan S. Jones: The importance of shape in early lexical learning, Cognitive Development, Band 3, 1988, S. 299–321.
- A model of perceptual classification in children and adults, Psychological Review, Band  96,  1989, S. 125–144,  PMID 2928416
- mit Esther Thelen:  A Dynamic Systems Approach to Development, MIT Press, 1993,  ISBN 0-262-19333-7.